# ETVワイド ともに生きる
ETVワイド ともに生きる（ETVワイド ともにいきる）は、2005年4月23日から2011年2月26日までNHK教育テレビで年数回にわたって放送された、福祉に関する大型特別番組。

## 概要
うつ・認知症・発達障害など、現代に生きる人々が向き合う様々な課題を、毎回ワンテーマで取り上げ、当事者らが徹底的に討論する。

## 出演者
キャスター
町永俊雄（アナウンサー）

## 放送リスト

### 2005年
- 第1回　4月23日　発達障害
- 第2回　5月28日　うつ
- 第3回　6月25日　ガン
- 第4回　9月24日　認知症
- 第5回　10月29日 障害者の介護
- 第6回　12月3日　障害者の就労

### 2006年
- 第7回　1月28日　女性のうつ
- 第8回　4月8日　 働き盛りのガン
- 第9回　5月27日　認知症 「いま、認知症の私が伝えたいこと」
- 第10回 7月29日　女性のうつ
- 第11回 9月30日　団塊世代
- 第12回 11月4日　いじめを考えよう－特集 金曜かきこみTV－
- 第13回 11月25日 自殺

### 2007年
- 第14回 1月27日  認知症
- 第15回 3月10日　患者と医師のコミュニケーション〜心通う医療のために
- 第16回 5月26日　みんなで話そう介護のこれから
- 第17回 7月21日　30代のうつ
- 第18回 8月25日　青少年の自殺を考えよう
- 第19回 9月15日　リレー・フォー・ライフ〜生中継・がん患者24時間ウォーク〜
- 第20回 12月1日　怒りを忘れた若者よ！これからいったいどーすんねん！？〜障害者・徹底生討論〜

### 2008年
- 第21回 2月23日  認知症　あなたも納得！
- 第22回 6月28日　子ども虐待
- 第23回 11月1日　LGBT
- 第24回 12月6日　【大阪発】こんな福祉番組が見たいねん! ‐きらっと改革委員会・発展編‐
『きらっといきる』はここで出された意見などを基に、10周年となった2009年度に抜本的リニューアルを行った。

### 2009年
- 第25回 1月9日　子どもサポートネット「親と子の現場から」
- 第26回 1月10日　子どもサポートネット「親と子を支えるために」
- 第27回 2月28日　がん医療を問う‐患者の“安心”を支えるために‐
- 第28回 5月2日　子どもサポートネット「親の悩み“どうしたらよい？”編」
- 第29回 8月8日　子どもサポートネット「親の悩み“きずな”求めて」
- 第30回 10月31日　子どもサポートネット「世界の“子ども支援”－日本はどうする？－」
- 第31回 12月5日「【大阪発】もしもの時　どうしたらええねん！？－“障害者と災害”を考える －

### 2010年
- 第32回 2月27日　子どもサポートネット「“子育ち”を考える！」
- 第33回 8月28日　薬物依存
- 第34回 11月6日　オトナへのトビラTV ―恋愛編―
- 第35回 12月4日　【大阪発】笑っていいかも!? ―バラエティからバリアフリーを考える―（バリバラへの布石となった回）

### 2011年
- 第36回 2月26日 若者のこころの病 実は身近な"統合失調症"